# 川崎市表彰者一覧
川崎市表彰者一覧（かわさきし ひょうしょうしゃ いちらん）は、神奈川県川崎市が表彰する「川崎市文化賞」「川崎市社会功労賞」「川崎市スポーツ賞」「川崎市アゼリア輝賞」の受賞者の一覧である。

## 概要
「川崎市文化賞」「川崎市社会功労賞」「川崎市スポーツ賞」「川崎市アゼリア輝（かがやき）賞」の各賞は、川崎市が定める「川崎市文化賞等実施要綱」に基づき、「川崎市文化賞等選考委員会」の選考により川崎市民もしくは川崎市にゆかりのある者に対して、川崎市の主催で贈呈される表彰である。
- 川崎市文化賞 [1][2]
  - 川崎市における文化芸術の向上・発展に尽力され、その功績が顕著と認められる、又は教育・学術・芸術の分野で創造的な活動・実績により川崎市のシティセールスにつながる成果をあげ、その功績が顕著と認められる個人又は団体に贈呈するもの

- 川崎市社会功労賞 [1][2]
  - 川崎市における市民生活や地域社会の向上・発展に多年尽力し、その功績が顕著と認められる個人又は団体に贈呈するもの。

- 川崎市スポーツ賞 [1][2]
  - 国際大会や国内大会等で卓越した成績、記録をあげた個人又は団体、又は川崎市におけるスポーツの向上・発展に多年尽力し、その功績が顕著と認められる個人又は団体に贈呈するもの。

- 川崎市アゼリア輝賞 [1][2]
  - 文化・芸術分野において現在活躍中の若年層又は中堅層で、更に今後の活躍が特に期待される者、川崎らしい特色ある活動をしている者、特定の分野における抜群の成果を収めた者等の個人又は団体に贈呈するもの。

- 特別賞 [1]
  - 特に顕著な活躍をし、功績があった個人又は団体に対し、選考委員会の選考を経ずに川崎市長が贈呈する賞。

## 受賞者一覧

### 2024年度
2024年11月8日 - 第53回川崎市文化賞等贈呈式
- 川崎市文化賞
  - 石川勝之 - 「ブレイキンの聖地 川崎」の礎を築く
  - チッタグループ - 映画や音楽でまちの賑わいを生み出すチネチッタ

- 川崎市社会功労賞
  - 齊藤準 - 視覚障害者の福祉向上に尽力
  - 片岡一則 - ナノ医療の発展で難病を救う

- 川崎市アゼリア輝賞
  - 斎藤優貴 - 国境を越えて活躍するクラシックギター奏者
  - 渡邉瑠菜 - サクソフォーンの音色で世界に羽ばたく

### これまでの受賞者
|        | 年度 | 文化賞                                                  | 社会功労賞          | スポーツ賞      | アゼリア輝賞                   | 特別賞 |
| ------ | ---- | ------------------------------------------------------- | ------------------- | --------------- | ------------------------------ | --- |
| 第53回 | 2024 | 石川勝之 チッタグループ                                 | 齊藤準 片岡一則     | -               | 斎藤優貴 渡邉瑠菜              | - |
| 第52回 | 2023 | 片山世紀雄 初音家左橋                                   | 岡野敏明 明石洋子   | -               | 黒木雪音 KEITA TANAKA 古賀結那 | - |
| 第51回 | 2022 | 佐々木武志 関昭三                                       | 小倉敬子 渡辺ひろみ | 佐藤水菜 森重航 | 市川宥一朗 張本美和            | スポーツ特別賞 藤井祐眞 富士通フロンティアーズ                                                             |
| 第50回 | 2021 | 黒木登志夫 日本地名研究所 北條秀衛 ゆりがおか児童合唱団 | 石山春平 片岡正     | -               | 加藤梨里香 齊藤健太            | スポーツ特別賞 町田瑠唯 宮澤夕貴 オコエ桃仁花 川崎フロンターレ 富士通フロンティアーズ レアンドロ・ダミアン |
|        |      |                                                         |                     |                 |                                | |